# Tramlijn Eindhoven - Sint-Oedenrode
De tramlijn Eindhoven - Sint-Oedenrode is een voormalige tramlijn van Eindhoven naar Sint-Oedenrode. De lijn werd geopend op 18 augustus 1897. Tramweg-Maatschappij De Meijerij exploiteerde de lijn met een stoomtram. De Meierij ging in 1936 op in de Brabantse Buurtspoorwegen en Autodiensten.
Op 7 oktober 1934 werd de lijn gesloten voor personenvervoer en op 10 januari 1937 voor goederenvervoer. De tramrails zijn opgebroken.